# 곽영준
곽영준(1969년 3월 31일 ~ )은 대한민국의 작곡가·프로듀서이다. 빅마마, 휘성, 세븐, 김건모, 이기찬, 장나라, 박화요비의 노래들을 만들거나 프로듀서를 해왔다. 현재는 밴드 코지카페의 리더로 활동중이다.

## 학력
- 1994년 인하대학교 기계공학과 졸업
- 2008년 단국대학교 대중문화예술대학원 대중음악제작경영학과 수료

## 작곡한 곡
이곡의 출처
- 첫눈애(愛) / 눈의 여왕	강성민
- 내일로, 내일로 / 나도야 간다	김건모
- Loving You / 포도밭 그 사나이	Brown Eyed Girls
- 연애를 하려면 / XO	XO
- 2002년 12월 27일 100일이란 시간 (성호 Solo)- 노을
- 그댄 아니잖아요 / 뒷모습[後]	나윤권
- Magic Eye (부제:스물 다섯 살의 키스) / Like A Movie	휘성
- 현명한 선택 / Begin Again	소찬휘
- 사랑은 어려워 / 마녀유희	박채원
- 그녀를 놓아줘요 / 이것이 사랑이다	V.A
- 첫눈애(愛) (Piano version) / 눈의 여왕	곽영준
- I Wish / It's New	이재진
- 안부 / Begin	The A.D.
- My Everything / Distinction	R.envy
- 사이 / G-Zone	지존
- 기억 너머 기억 / 우리 계절이 지나면 민설
- Loved Holic / Loved Holic 이민규
- My Love / 002 J2 이재진
- Love Gesture / Distinction R.envy
- 현명한 선택 / ZaZa Summer Dream ZaZa
- Feel / 미련 임성은
- Love Game / FRIEND  S.E.S.
- 현명한 선택 /  플래티넘 댄스
- 늘 처음처럼 / 유진
- 체온 / 하얀거탑 ost 장혜진
- 첨부터 / 마이걸 ost 연우
- 우연히 널 봐도 / 세븐
- 죽을것 같아 / 일락
- 마음 / 김현성
- 후회 / 캔
- Summer dream / 춘자

## 경력
곽영준은 여러 곡을 작곡·편곡하였다. 2005년에는 견우에게 '내 눈물이 하는 말'이란 곡을 주었다. 2008년에는 개그맨 댄스 그룹 지존(G-ZONE)에게 '사이'라는 곡을 주었다. 2008년 3월 한양여대 실용음악과 겸임교수로 임명되어 재직하고 있다.

## 참고 자료
- 곽영준(네이버 인물)